# كيم سا رانغ (ممثلة)
كيم سا رانغ (الكورية: 김사랑)؛ (12 يناير 1978 -)؛ ممثلة وعارضة أزياء كورية جنوبية، اشتهرت بدورها في المسلسل التلفزيوني الحديقة السرية، وهي معروفة بتتويجها بملكة جمال كوريا الجنوبية.

## النشأة والتعليم
وُلدت كيم سا رانغ في كوريا الجنوبية، تخرجت من مدرسة الثانوية للبنات، حصلت على درجتي البكالوريوس والماجستير في الموسيقى الكورية التقليدية من جامعة يونغ إن، لديها أخ واحد أصغر.

## الأعمال

### مسلسلات
| السنة     | العنوان                | الدور                         | م.          |
| --------- | ---------------------- | ----------------------------- | ----------- |
| 2000      | Anger of Angel         | دور ، ثانوي                   | [ 5 ] [ 6 ] |
| 2001      | How Should I Be        | يوو جين                       | [ 5 ] [ 6 ] |
| 2001      | Mina                   | بارك مينا (بعد الجراحة)       | [ 5 ] [ 6 ] |
| 2001      | (Lovers (2001          | كيم سا رانغ                   | [ 5 ] [ 6 ] |
| 2002      | Affection              | إيول سوك                      | [ 5 ] [ 6 ] |
| 2003      | A Maiden's Dream       | بوك دونغ                      | [ 5 ] [ 6 ] |
| 2003      | ألف سنة من الحب        | كوم هوا / جو إيون بي          | [ 5 ] [ 6 ] |
| 2005      | حب القتل               | هان دا جونغ                   | [ 5 ] [ 6 ] |
| 2007      | أنا والملك             | ايو دونغ (غساينغ)             | [ 5 ] [ 6 ] |
| 2007      | كيفية مقابلة جار مثالي | غساينغ                        | [ 5 ] [ 6 ] |
| 2008      | طوكيو سون-دش           | لي سو جين                     | [ 5 ] [ 6 ] |
| 2010-2011 | الحديقة السرية         | يون سيول                      | [ 5 ] [ 6 ] |
| 2015      | هذا حبي                | سيو جونغ إيون/جي إيون جونغ    | [ 5 ] [ 6 ] |
| 2019      | هاوية                  | جو سي ايون (ثانوي، عدة حلقات) | [ 5 ] [ 6 ] |
| 2020      | الحصول على الانتقام    | كانغ هاي را                   | [ 5 ] [ 6 ] |

## الجوائز والترشيحات
| السنة | الجائزة                                     | الفئة                                         | عن العمل           | النتيجة |
| ----- | ------------------------------------------- | --------------------------------------------- | ------------------ | ------- |
| 2000  | ملكة جمال كوريا 2000                        | ملكة جمال كوريا                               | —                  | فوز     |
| 2001  | ملكة جمال الكون 2001                        | أفضل زي وطني                                  | زي الهانبوك الكوري | فوز     |
| 2002  | سفير                                        | سفير السلام للأطفال                           | —                  | فوز     |
| 2005  | جوائز دراما كي بي إس                        | جوائز الدراما النسائية لأخصائيات التريبيولوجي | —                  | فوز     |
| 2005  | جوائز الأداء KBS                            | جائزة أفضل ممثلة مساعدة                       | حب القتل           | فوز     |
| 2010  | جوائز دراما إس بي إس                        | أفضل ممثلة مساعدة في مسلسل درامي خاص          | الحديقة السرية     | رُشِّح     |
| 2011  | أخبار الترفيه في جمهورية كوريا التاسعة عشرة | جائزة النجم الخاص                             | —                  | فوز     |
| 2012  | مجوهرات كوريا العاشرة                       | أفضل معرض مجوهرات ليدي                        | —                  | فوز     |
| 2015  | جوائز الدراما الكورية                       | جائزة التميز للممثلة                          | هذا هو حبي         | رُشِّح     |
| 2015  | جوائز نجم أبان                              | جائزة التميز، ممثلة في مسلسل قصير             | هذا هو حبي         | رُشِّح     |

## روابط خارجية
- كيم سا رانغ على موقع IMDb (الإنجليزية)
- كيم سا رانغ على موقع قاعدة بيانات الفيلم (الإنجليزية)